# Retable composé de neuf panneaux
Le Retable composé de neuf panneaux est un tableau du peintre napolitain Stefano Sparano réalisé vers 1508-1509 et conservé au Musée de Picardie à Amiens.

## Historique
Ce retable entra dans les collections du musée de Picardie, en 1911, par un don du peintre Jules Boquet. On pensait à l'époque qu'il s'agissait d'une œuvre d'un peintre anonyme de l’école flamande. Il a été établi depuis qu'il est l'œuvre du peintre napolitain Stefano Sparano, actif dans la première moitié du XVIe siècle dans le royaume de Naples. On ne connaît pas le lieu pour lequel cette œuvre était destinée. Il était en pièces détachées lors de son arrivée au musée. La Société des antiquaires de Picardie a fait fabriquer le cadre monumental dans lequel les panneaux du retable sont désormais conservés.

## Caractéristiques
L'utilisation du fond d'or et les postures frontales des personnages représentés montrent l'ancrage de l'artiste dans la tradition médiévale. L'utilisation probable de la peinture à l'huile et certains détails comme le trône de la Vierge et les éléments d’architecture de l’Annonciation montrent l'influence du style de la Renaissance.

## Description
Les scènes de ce retable s'étagent sur trois registres, composés chacun de trois panneaux. Le panneau central représente la Vierge à l'Enfant assise sur un trône, l’Enfant Jésus bénissant. Le panneau de gauche représente  saint Pierre tenant les clefs du Paradis ; le panneau de droite représente  saint Paul portant le Livre et l’épée instrument de sa décapitation. Au dessus, est représentée une Déploration du Christ et de chaque côté les scènes d'une Annonciation d'encadrement. Dans la partie inférieure, sur la prédelle, sur les trois panneaux sont représentés les apôtres. Au centre du panneau central, sur la porte du tabernacle, est représenté le Christ ressuscité tenant la Croix. À chacune des extrémités du registre inférieur, on reconnaît saint Antoine de Padoue, d'un côté et saint François d'Assise de l'autre ce qui semble accréditer l'idée que le retable a été réalisé pour une église de l'ordre franciscain.